# 彭恩礼
彭恩礼（1933年2月—），男，山东人，中国电影摄影师，曾任上海电影制片厂摄影师，中国电影家协会理事。